# Commonwealth Boomerang
Commonwealth Boomerang (трансл. Комънуелт Бумеранг) е първият изтребител, проектиран и произведен в Австралия. Бумеранг влиза в употреба през 1943 година и се използва от австралийските ВВС до края на войната.
След нападението над Пърл Харбър на 7 декември 1941 и последвалите на следващия ден нападения на японската армия срещу Сиам и Малая, австралийското ръководство осъзнава, че страната не притежава почти никакъв потенциал да отблъсне мащабно японско нападение. Дотогава страната е изцяло зависима от внос на самолети от други страни (най-вече Великобритания). Основаната през 1936 година компания Комънуелт Еъркрафт Корпорейшън започва работа по нов изтребител, който да въоръжи военновъздушните сили, докато по-добри изтребители не станат достъпни.
Поставената задача обаче е трудна, имайки предвид липсата на опит на Австралия в изработката на подобни самолети. За двигател на изтребителя конструкторите се спират на Pratt & Whitney R-1830, който вече се произвежда по лиценз в Сидни. Фюзелажът е базиран на Commonwealth Wirraway, друг австралийски самолет, използван за учебни цели. Предвиденото въоръжение се състои от четири 7,7-милиметрови картечници М1919 Браунинг (.303 калибър по имперската номенклатура) и две 20-милиметрови автоматични оръдия. Тъй като Австралия няма опит и в производството на такива оръдия, конструкцията им е усвоена от разработката на британското оръдие Испано-Суиса, внесено от Близкия изток от австралийски пилот като сувенир.
Конструкцията на самолета е изчистена и достига до производствена фаза за удивително кратко време. В края на 1942 г. първите бройки в експлоатация вече са факт. До края на войната самолетът влиза в употреба в кампаниите на Соломоновите острови и Борнео, представяйки се достойно както срещу японските А6М „Зеро“, така и при нападения срещу наземни цели. Произведен е в общо пет варианта и е изтеглен от употреба през 1945 година.